# رسول امین
رسول امین (پشتو: رسول امین؛ ۱۰ مه ۱۹۳۹ – ۳۱ اکتبر ۲۰۰۹) استاد، سیاستمدار، دانشور، مؤلف، فیلسوف، فرهنگ‌نویسی اهل افغانستان وزیر سابق معارف افغانستان بود.